# Mohammed Al-Abdooli
Mohammed Al-Abdooli (Arabic:محمد العبدولي) (sinh ngày 11 tháng 5 năm 1997) là một cầu thủ bóng đá người Các Tiểu vương quốc Ả Rập Thống nhất. Hiện tại anh thi đấu cho Al-Fujairah.